# D 2
D-2 este o trupă rock din Bulgaria.